# Bitka pri Hubbardtonu
Bitka pri Hubbardtonu je bil spopad v kampanji pri Saratogi med ameriško revolucijo, ki se je odvijal v vasi Hubbardton v Vermontu. Vermont je bil takrat sporno ozemlje, včasih imenovano New Hampshire Grants, ki so si ga lastili New York, New Hampshire in na novo organizirana, še nepriznana, a de facto neodvisna vlada Vermonta. Zjutraj 7. julija 1777 so britanske sile pod generalom Simonom Fraserjem iz Balnaina dohiteli ameriško zaščitnico sil, ki so se umikale po umiku iz Fort Ticonderoge. To je bila edina bitka v Vermontu med revolucijo. (Bitka pri Benningtonu se je odvijala v današnjem Walloomsacu v New Yorku.)
Ameriški umik iz Fort Ticonderoge se je začel pozno 5. julija, potem ko so bili britanski topovi opaženi na vrhu visokega terena, Mount Defiance (imenovan tudi Rattlesnake Mountain in Sugar Loaf Hill), ki je obvladoval utrdbo. Večina vojske generala Arthurja St. Claira se je umaknila skozi Hubbardton v Castleton v Vermontu, medtem ko se je zaščitnica, pod poveljstvom Setha Warnerja, ustavila v Hubbardtonu, da bi si odpočila in pobrala zaostale.
General Fraser, ki je bil zgodaj 6. julija obveščen o ameriškem umiku, se je takoj podal v zasledovanje in pustil sporočilo generalu Johnu Burgoynu, naj čim prej pošlje okrepitve. Tisto noč je Fraser taboril nekaj kilometrov pred Hubbardtonom, nemški general Friedrich Adolf Riedesel, ki je vodil okrepitve, pa je taboril nekaj kilometrov dlje nazaj. Zgodaj zjutraj je Fraser prispel v Hubbardton, kjer je presenetil nekatere elemente ameriške zaščitnice, medtem ko so drugi elementi uspeli oblikovati obrambne linije. V živahni bitki so bili Američani potisnjeni nazaj, vendar so skoraj uspeli obrniti Fraserjev levi bok, ko sta prispela Riedesel in njegove hessenske okrepitve, ki so na koncu razkropile ameriške sile.
Bitka je britanskim silam povzročila dovolj velike izgube, da niso nadaljevale zasledovanja glavne ameriške vojske. Številni ameriški ujetniki so bili poslani v Ticonderogo, medtem ko se je večina britanskih vojakov odpravila v Skenesboro, da bi se ponovno pridružila Burgoynovi vojski. Večina razkropljenih ameriških ostankov se je odpravila, da bi se ponovno pridružila St. Clairovi vojski na poti proti reki Hudson.